# Ligoure
Die Ligoure ist ein Fluss in Frankreich, der im Département Haute-Vienne in der Region Nouvelle-Aquitaine verläuft. Sie entspringt im Gemeindegebiet von La Roche-l’Abeille, knapp an der Grenze zu Saint-Priest-Ligoure, entwässert durch einige kleine Staussen generell in nördlicher Richtung durch die Landschaft des Limousin und mündet nach rund 21 Kilometern an der Gemeindegrenze von Saint-Jean-Ligoure und Le Vigen als linker Nebenfluss in die Briance.

## Orte am Fluss
(Reihenfolge in Fließrichtung)
- Freyssinet, Gemeinde Saint-Priest-Ligoure
- Saint-Priest-Ligoure
- Saint-Jean-Ligoure
- Ligoure, Gemeinde Le Vigen